# Gunung Bateng Rambut
Gunung Bateng Rambut är ett berg i Indonesien.   Det ligger i provinsen Aceh, i den västra delen av landet, 1 700 km nordväst om huvudstaden Jakarta. Toppen på Gunung Bateng Rambut är 869 meter över havet, eller 97 meter över den omgivande terrängen. Bredden vid basen är 0,67 km.
Terrängen runt Gunung Bateng Rambut är kuperad åt sydväst, men åt nordost är den bergig. Runt Gunung Bateng Rambut är det ganska tätbefolkat, med 52 invånare per kvadratkilometer. I omgivningarna runt Gunung Bateng Rambut växer i huvudsak städsegrön lövskog.